# Olenellus
Olenellus is een geslacht van uitgestorven trilobieten, met soorten van gemiddelde grootte (ongeveer vijf centimeter lang). Zij leefden tijdens het Botomien en Toyonien in het Vroeg-Cambrium, zo'n 522 tot 510 miljoen jaar geleden, op het paleocontinent Laurentia, nu Noord-Amerika en westelijk Schotland. 

## Beschrijving

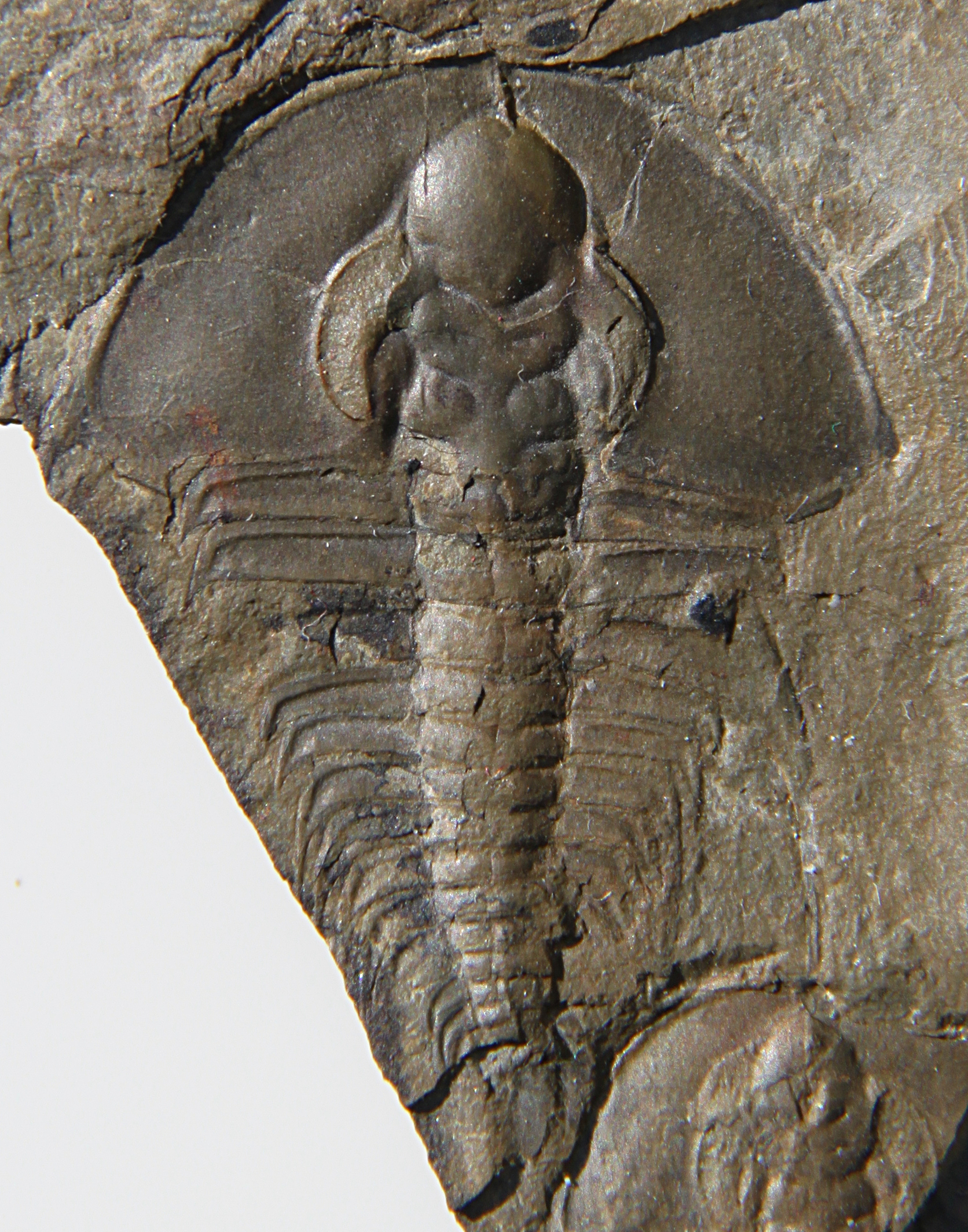
Olenellus clarki

Zoals met de meeste vroege trilobieten, heeft Olenellus een bijna vlak exoskelet, dat slechts licht is verkalkt, en heeft sikkelvormige oogbogen. Als onderdeel van de onderorde Olenellina, ontbreken in het kopschild van Olenellus naden die bij de andere trilobieten scheuren om het vervellen te bespoedigen. Net als alle andere leden van de superfamilie Olenelloidea, ontspringen de oogbogen uit de achterkant van de voorste lob (L4) van het centrale gedeelte van het kopschild, de zogenoemde glabella. Olenellus deelt met de hele Olenellidae familie het unieke kenmerk dat de voorste (L3) en middelste paren (L2) zijlobben van de glabella aan de zijkant met elkaar zijn vergroeid. Dit creëert twee zeer typische, geïsoleerde spleten. Olenellus onderscheidt zich van de twee andere geslachten in de familie, Mesolenellus en Mesonacis, omdat de achterrand van het kopschild een knik naar voren maakt van maximaal vijftien graden, waardoor de kop ongeveer halfrond is. De wangstekels reiken niet verder terug dan het 6de thorax-segment, waardoor ze vier tot vijf keer zo lang zijn als het achterste (ringvormige) segment van de glabella (L0). Het 3de segment van de thorax is 4-4½ keer zo breed als de centrale as. De basis van de grote achterwaarts gerichte stekel op het 15de thoraxsegment is bijna even breed als de as.

## Etymologie
Het genus is vernoemd naar Olenus, een geslacht behorend tot de Ptychopariida, waaraan de soort O. thompsoni oorspronkelijk was toegewezen; Olenellus betekent kleine Olenus. Deze naam is op zijn beurt afgeleid van de mythologische figuur Olenus. De namen van de soorten hebben de volgende afleidingen.
- agellus komt van het Latijnse woord voor veld of gehucht.
- chiefensis verwijst naar de Chief Range, die de Ruin Wash sectie omvat, waar de laatste van de Olenellina gevonden zijn.[3]
- fowleri werd vernoemd naar Ed Fowler, die de type-locatie van deze soort heeft ontsloten.[3]
- getzi is vernoemd naar Noah L. Getz, op wiens landgoed nabij Lancaster verschillende Olenellus-soorten voor het eerst werden verzameld.
- nevadensis verwijst naar de staat Nevada, waar deze soort wordt gevonden.
- parvofrontatus betekent 'kleine voorkant' van de Latijnse woorden parvus en frontatus, een verwijzing naar de korte afstand tussen de buitenrand en de glabella in deze soort.
- roddyi werd vernoemd naar dr. H. Justin Roddy (1856-1943), een internationaal bekende natuurvorser, curator en hoogleraar in de geologie.
- romensis verwijst naar de Rome Formatie, waarin de soort wordt gevonden.
- terminatus is afkomstig van het Latijnse terminus, wat einde betekent, een verwijzing naar de ondergang van het geslacht Olenellus.[3]

## Taxonomie
Olenellus is het enige momenteel erkende geslacht in de subfamilie Olenellinae. De enige andere subfamilie Mesonacinae bestaat uit de geslachten Mesonacis en Mesolenellus.

### De status van"Paedeumias"
"Paedeumias" werd voorheen beschouwd als een geslacht dat verwant is aan Olenellus of een ondergeslacht dat deel uitmaakt van Olenellus. Uit recente cladistische analyse blijkt dat de soorten die voorheen in Olenellus (Paedeumias) werden ingedeeld ( O. clarki, O. nevadensis, O. parvofrontatus , O. roddyi en  O. transitans) onderdeel zijn van Olenellus. Deze groep soorten is echter nauwer verwant aan de meeste overige Olenellus-soorten dan aan O. agellus en O. romensis. Dit zou inhouden dat er twee nieuwe monophyletische subgenera moeten worden benoemd, of dat de subgenera Olenellus (Paedeumias) en Olenellus (Olenellus) moeten vervallen. Dit laatste wordt voorgesteld door Lieberman.

### Soorten voorheen ingedeeld bijOlenellus
- O. alabamensis  = Fremontella halli
- O. altifrontatus = Bolbolenellus altifrontatus
- O. argentus Walcott 1910 pl. 40, fig 12, 13, 15, 16, non fig. 14[8] = Grandinasus argentus
- O. argentus Walcott 1910 pl. 40, fig 14, non fig. 12, 13, 15, 16[8] = Holmiella falx
- O. bondoni = Fallotaspis bondoni
- O. bonnensis = Mesonacis bonnensis
- O. brevoculus = Mesonacis bonnensis
- O. broegeri = Callavia broegeri
- O. bristolensis Resser, 1928 pl. 7, fig 1, 2, 5[9] = Bristolia bristolensis
- O. bristolensis Resser, 1928 pl. 8. fig 1-11, non pl. 7, fig 1, 2, 5 = Bristolia harringtoni
- O. bufrontis = Bolbolenellus sphaerulosus
- O. callavei = Callavonia callavei
- O. cylindricus = Mesonacis cylindricus
- O. eagerensis = Mesonacis eagerensis
- O. euryparia = Bolbolenellus euryparia
- O. fremonti[8] pl. 15, fig. 18 = Bristolia fragilis
- O. fremonti Walcott 1910 pl. 37, fig. 1, 4-5[8] = Bolbolenellus euryparia
- O. fremonti Walcott 1910 pl. 37, fig. 1-2[8] = Mesonacis fremonti
- O. georgiensis,[10] p. 220, pl. 5, fig. 7, non fig. 6 = Mesonacis vermontanus
- O. gigas = Andalusiana cornuta
- O. gilberti = Bristolia bristolensis
- O. groenlandicus = Bolbolenellus groenlandicus
- O. halli = Fremontella halli
- O. hamoculus = Mesonacis hamoculus
- O. hermani = Bolbolenellus hermani
- O. hyperboreus = Mesolenellus hyperboreus
- O. insolens = Bristolia insolens
- O. intermedius = Fritzolenellus lapworthi or F. reticulatus
- O. kentensis = Bolbolenellus groenlandicus
- O. lapworthi = Fritzolenellus lapworthi
- O. laxocules = Elliptocephala laxocules
- O. logani = Elliptocephala logani
- O. mickwitzi = Schmidtiellus mickwitzi mickwitzi
- O. mohavensis = Bristolia mohavensis
- O. multinodus = Nephrolenellus multinodus
- O. paraocules = Elliptocephala paraocules
- O. praenuntius = Elliptocephala praenuntius
- O. reticulatus = Fritzolenellus reticulatus
- O. sequomalus = Elliptocephala sequomalus
- O. sphaerulosus = Bolbolenellus sphaerulosus
- O. svalbardensis = Mesolenellus svalbardensis
- O. terranovicus = Mesonacis bonnensis
- O. torelli = Schmidtiellus mickwitzi torelli
- O. truemani[11] = Elliptocephala walcotti
- O. truemani[12] = Fritzolenellus truemani
- O. truncatooculatus = Mummaspis truncatooculatus
- O. vermontanus = Mesonacis vermontanus
- O. walcottanus = Wanneria walcottana